# Bongartzmühle
Die Bongartzmühle in der Stadt Viersen ist eine Wassermühle mit einem unterschlächtigen Wasserrad.

## Mühlen in Viersen
In der Gemeinde Viersen gab es in den früheren Jahrhunderten insgesamt 18 Mühlen. Davon waren vier Rossölmühlen, als Hammermühle. Diese wurden durch Pferdekraft betrieben. Weiter gab es zwei Windmühlen, die Hoser- und die Hüsterfeldwindmühle, die beide in Privatbesitz waren.
Anders dagegen war es mit den Wassermühlen. Das Stift St. Gereon in Köln besaß die Grundherrschaft von Viersen und damit das Wasserrecht über die Bäche in Viersen. Die Errichtung von Wassermühlen bedurfte seiner Zustimmung. Das Stift vergab Mühlenrechte als erbliches Lehen und bezog davon eine jährliche Lehnsrente. Diese musste an die Pfarrstelle St. Remigius geliefert werden. Aus diesen Unterlagen geht hervor, dass es schon 1246 in Viersen zwölf Wassermühlen gegeben hat. Alle Mühlen, mit Ausnahme der Klostermühle, zahlten jährlich einen Sümmer (etwa ein Zentner) Malz als Lehnszins. Es gab in der Herrlichkeit Viersen keinen Mühlenzwang. Alle Bauern konnten mahlen lassen, wo sie wollten.
Diese zwölf Mühlen lagen am:
- „Dorfer Bach“: Kaisermühle, Kimmelmühle, Goetersmühle, Biestenmühle und Schricksmühle
- „Hammer Bach“: Plinzenmühle, Schnockesmühle, Sgoedenmühle, Bongartzmühle, Hüstermühle und Hammer Mühle
- „Rintger Bach“: Klostermühle

## Geographie
Die Bongartzmühle hat ihren Standort am Hammer Bach an der Bachstraße 39a im Ortsteil Unterbeberich in der Stadt Viersen, im Kreis Viersen. Der Mühle vorgelagert war ein Weiher. Der Wasserspiegel vom Hammer Bach lag in diesem Bereich bei 43 m über NN. Unterhalb der Bongartzmühle lag die Hüstermühle, oberhalb lag die Sgoedenmühle.
Der Hammer Bach versorgte über Jahrhunderte sechs Mühlen mit Wasser. Die Pflege und Unterhaltung des Gewässers obliegt dem Wasser- und Bodenverband der Mittleren Niers, der in Grefrath seinen Sitz hat.

## Geschichte
Die Bongartzmühle, die auch den Namen Portenmühle trug, ist im Gegensatz zu den anderen Mühlen am Hammer Bach noch vorhanden und in einem sehr guten Zustand. Sie steht in der Reihe mit den Mühlen die 1246 schon genannt waren. 1408 wurde aus der „Mölen ter Portzen“ die „Mühle am Bongart“. Bongert oder Bungert sind alte Bezeichnungen für eine Obstwiese. Ab dem Jahr 1600 wurde aus dem Ortsnamen dann der Familienname Müller Bongartz. Das war, als „Jan auff dem Bungart alias Muellers“ Hof und Mühle kaufte. Vorher hatte das Anwesen den Herren von Tüschenbroich gehört.
Die Mühle war eine Getreidemühle mit zwei Mahlwerken und einem unterschlächtigen Wasserrad. Im Jahre 1809 betrug die tägliche Mahlfähigkeit der Mühle fünf Malter Getreide (ein Malter = drei Zentner). Die Dynastie der Bongartz blieb bis 1963 auf der Mühle, obwohl der Mühlenbetrieb bereits 1930 eingestellt wurde. Das langsam verfallende Mühlenhaus mit seinen Nebengebäuden wurde 1981 von einem Viersener Handwerkerehepaar erworben und mit großem persönlichem Einsatz von Grund auf erneuert. Dabei kam auch der Denkmalschutz zum Tragen. So wurden die erhaltengebliebenen Teile der Mahleinrichtung mit ihren zwei Mahlgängen in die Wohnraumnutzung integriert. Ein neues eisernes Wasserrad wurde ebenfalls angebracht.

## Galerie

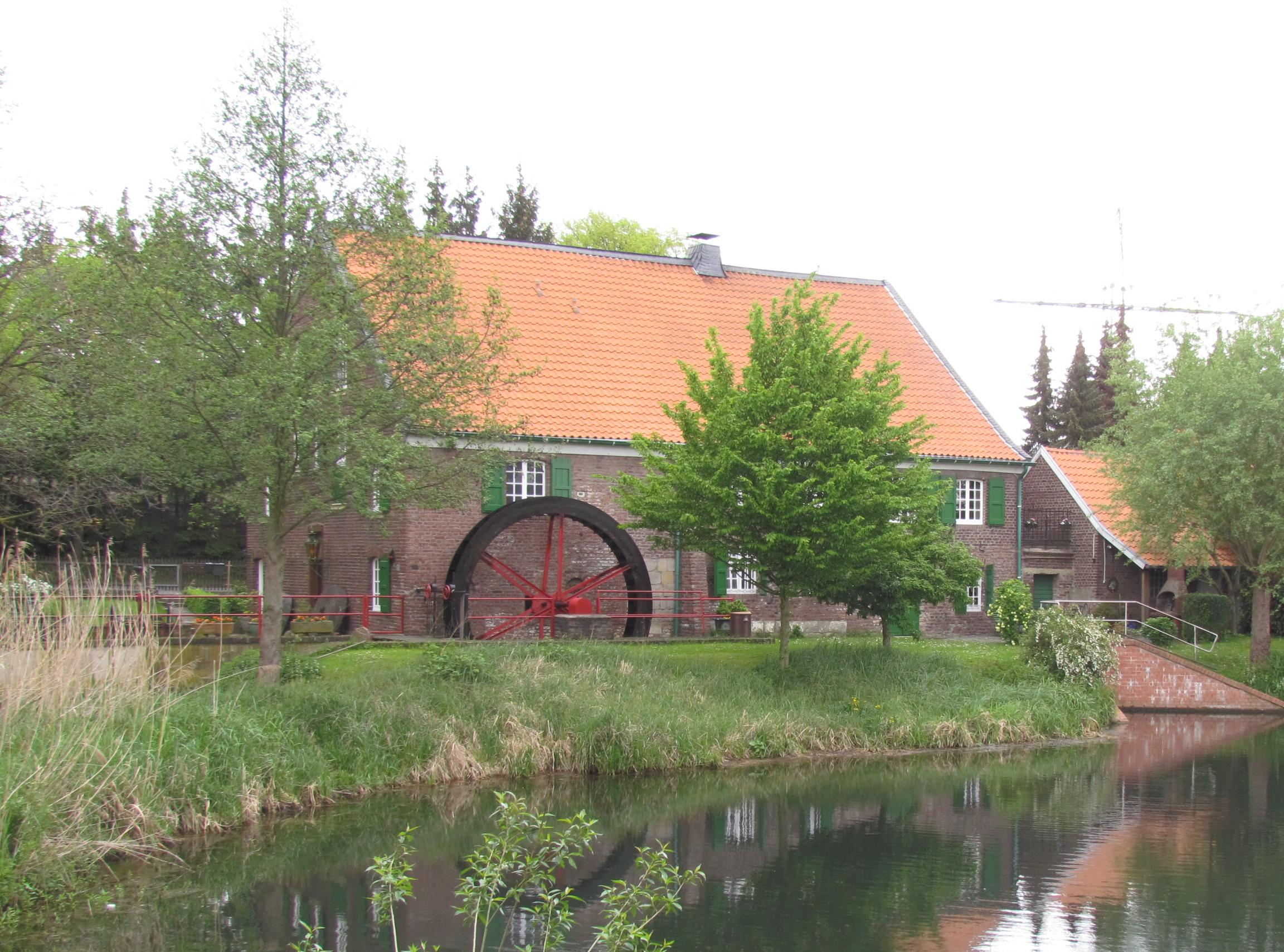
Die Bongartzmühle mit Wasserrad
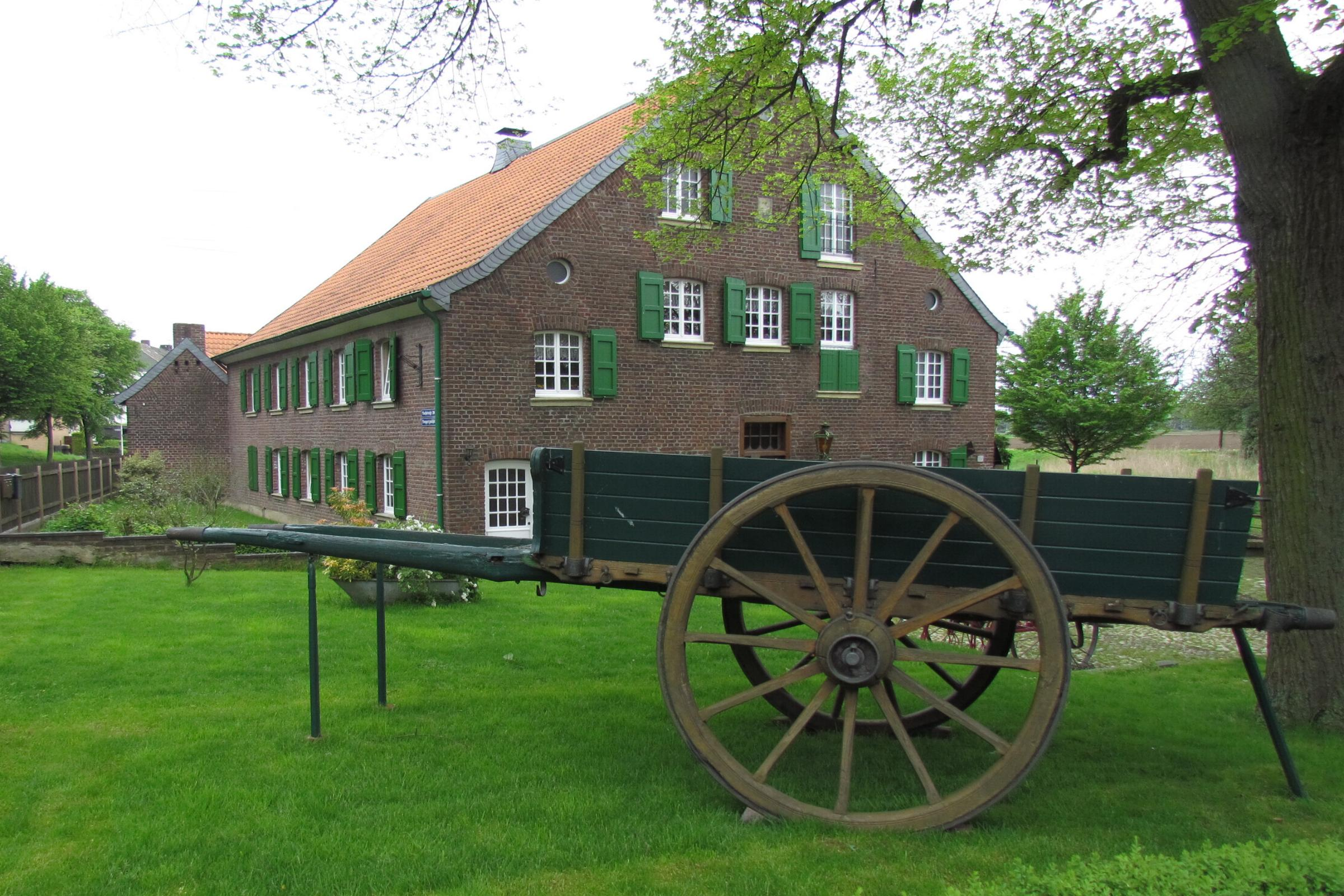
Pferdekarre und Mühle
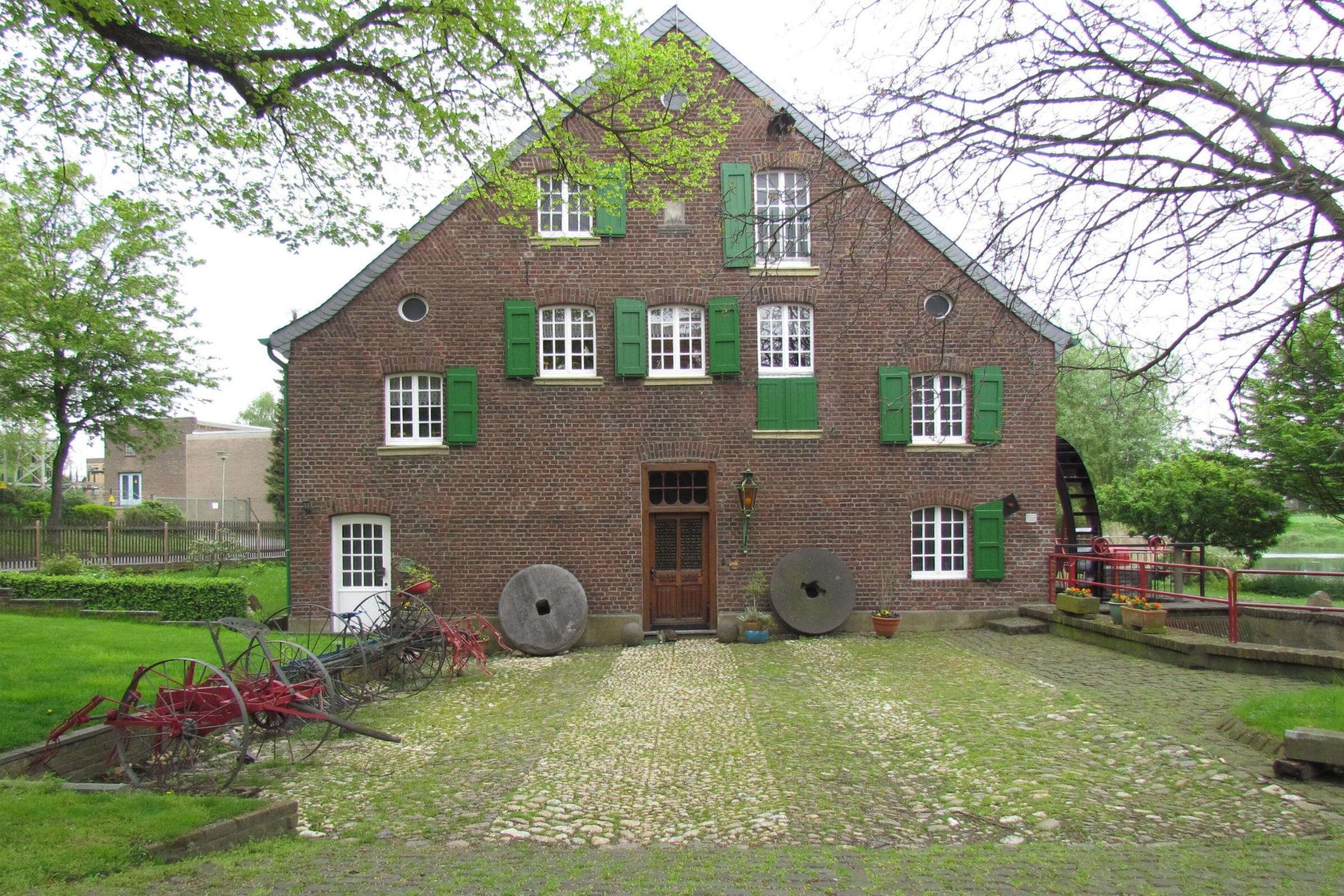
Giebelseite der Mühle
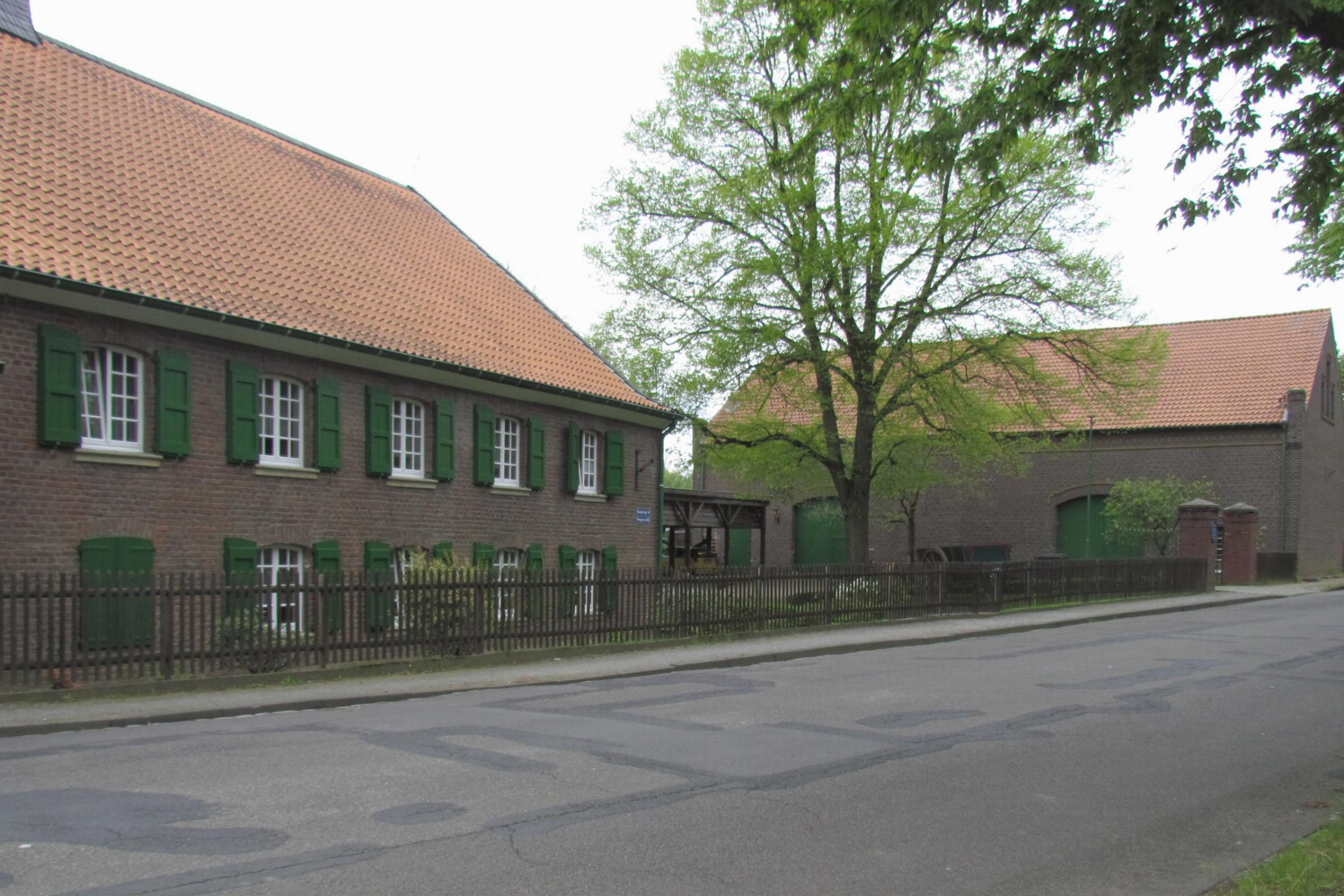
Straßenseite mit Wirtschaftsteil
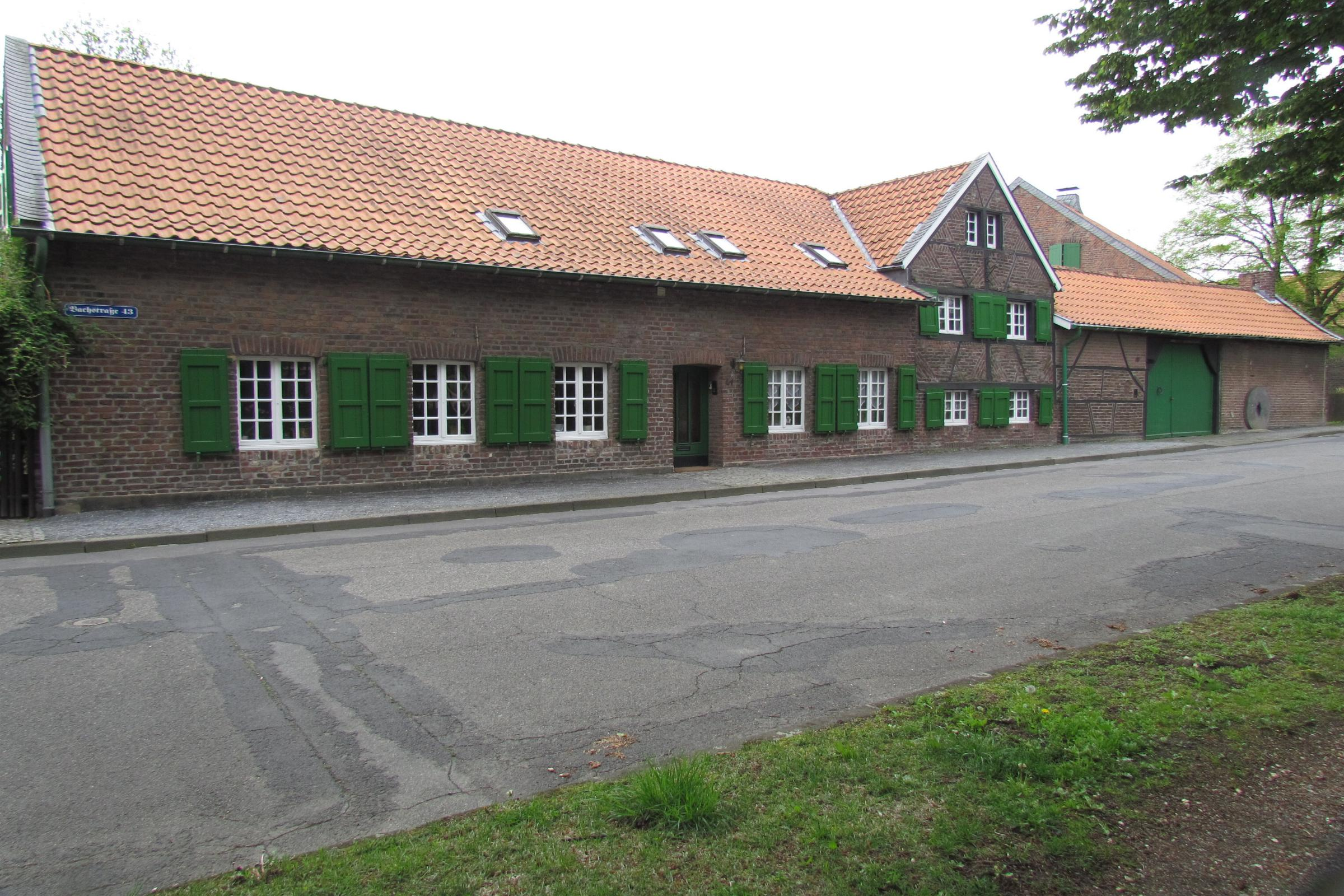
Ehem. Gesindehaus
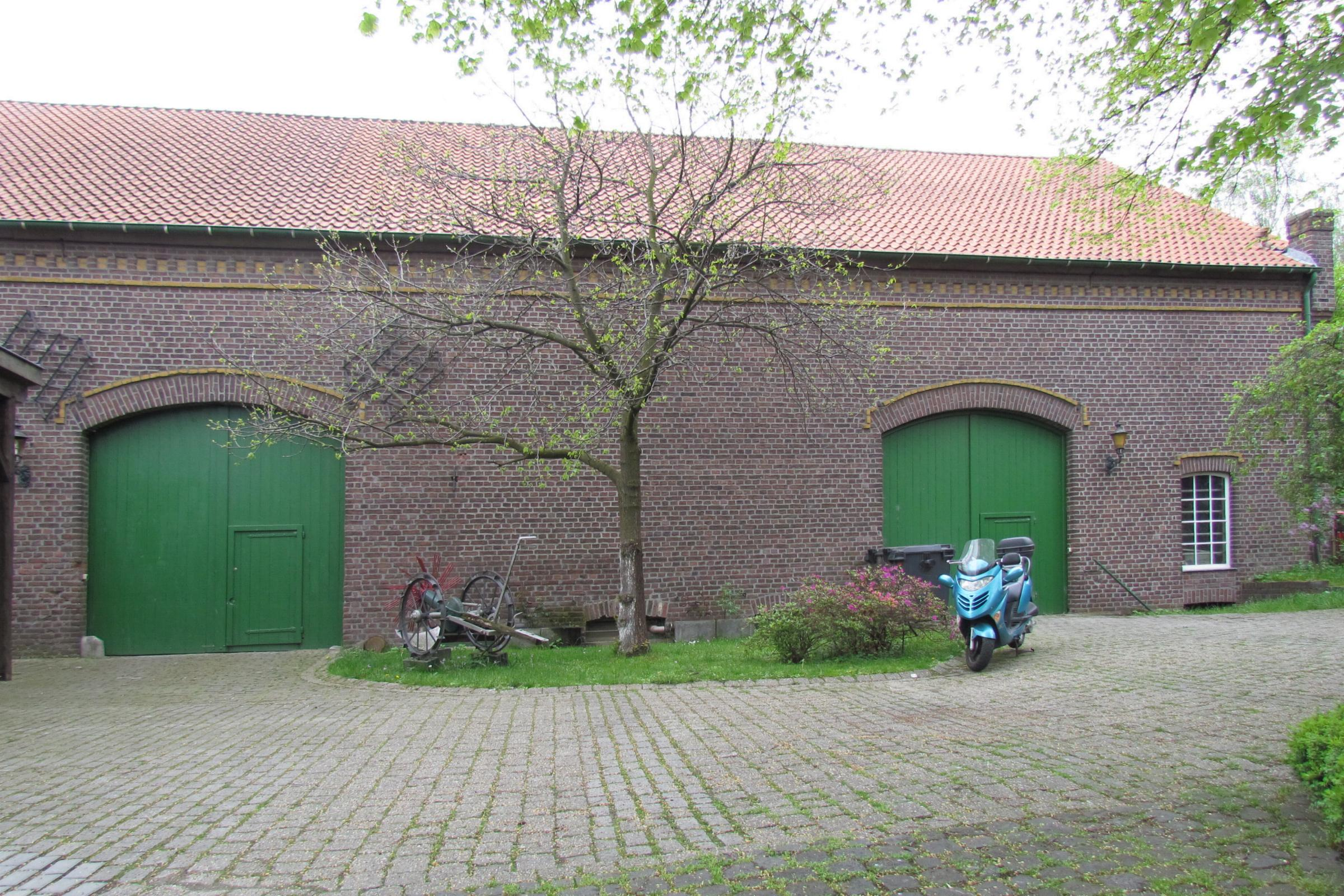
Wirtschaftsteil der Mühle
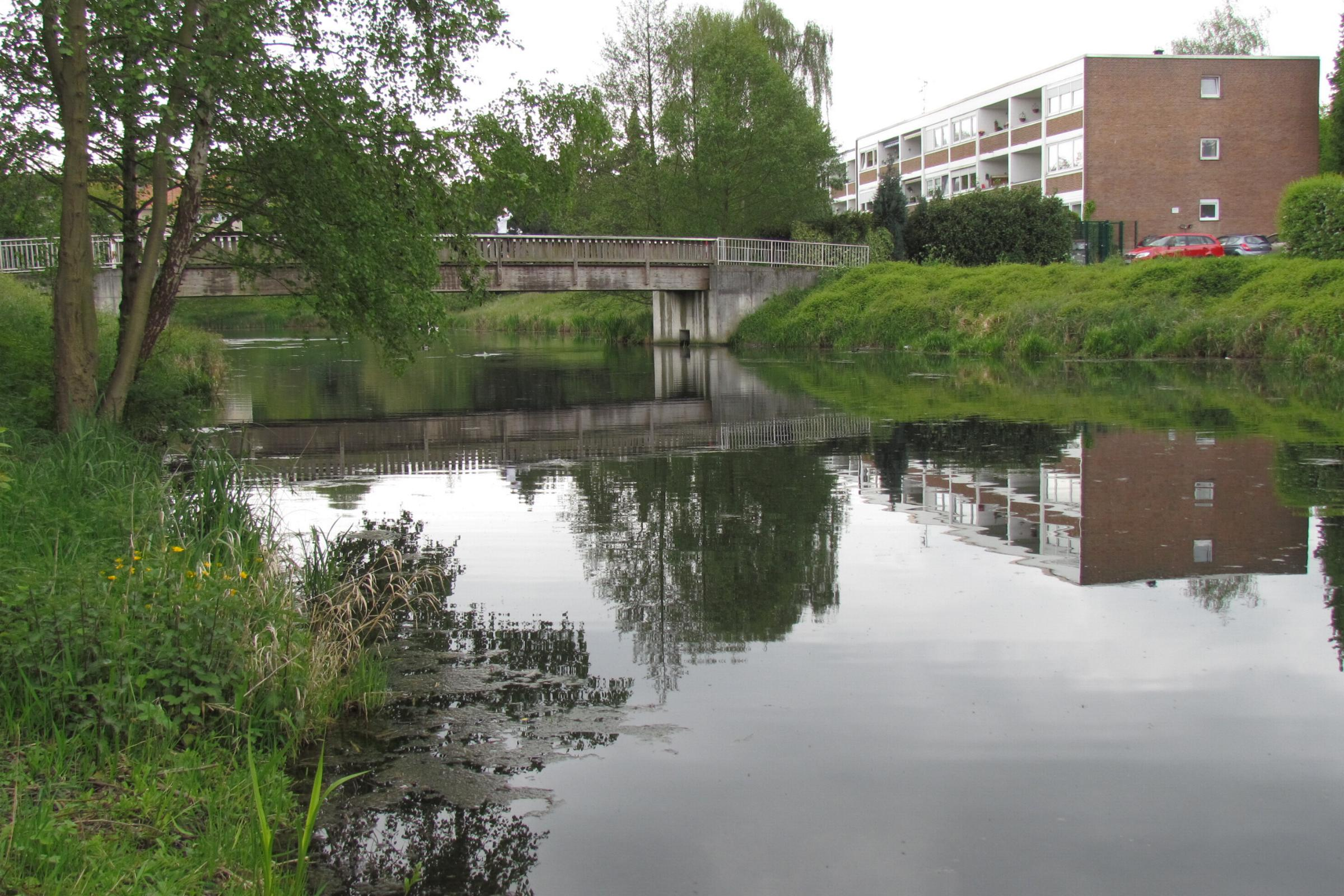
Mühlenweiher mit Brücke
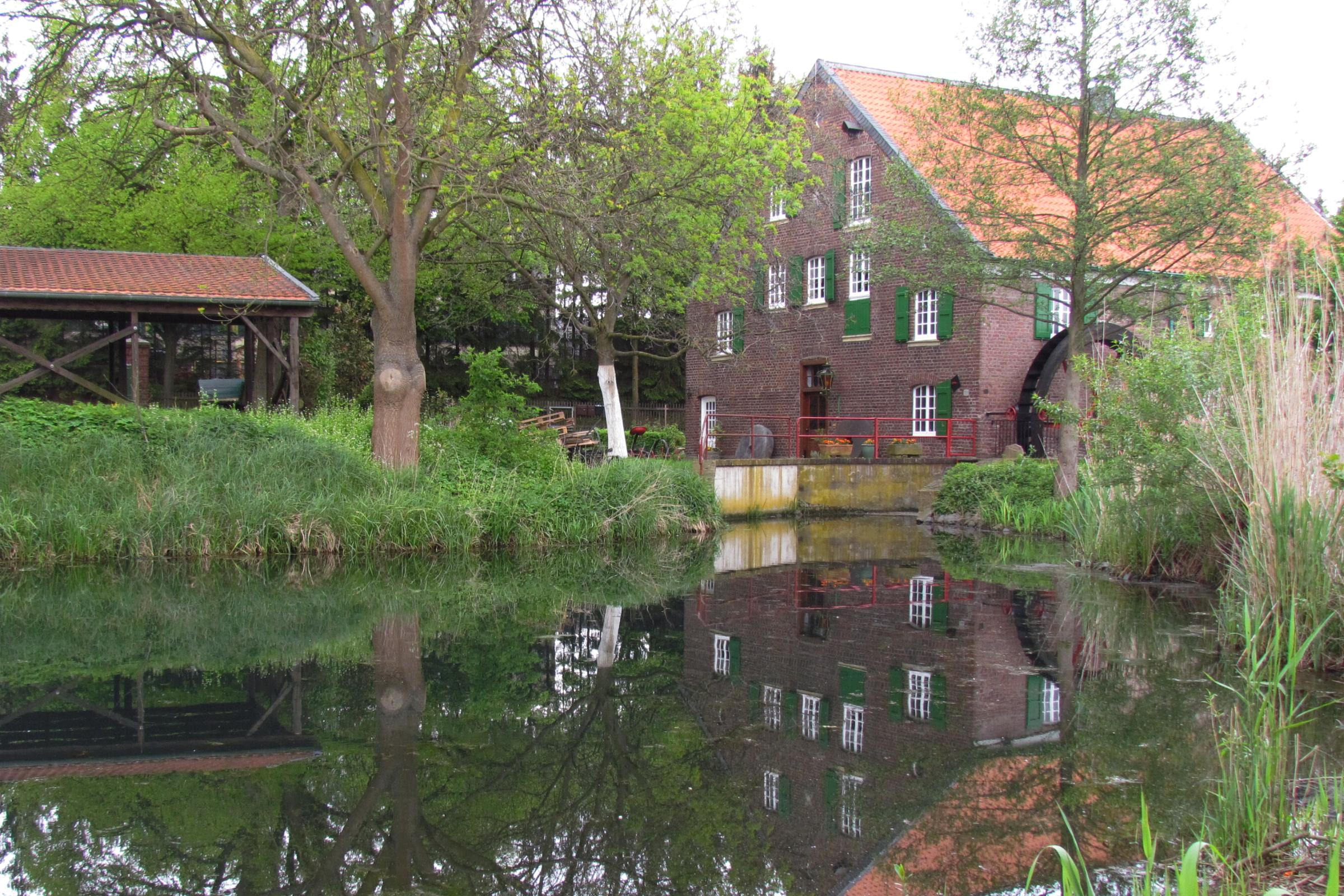
Mühle und Weiher
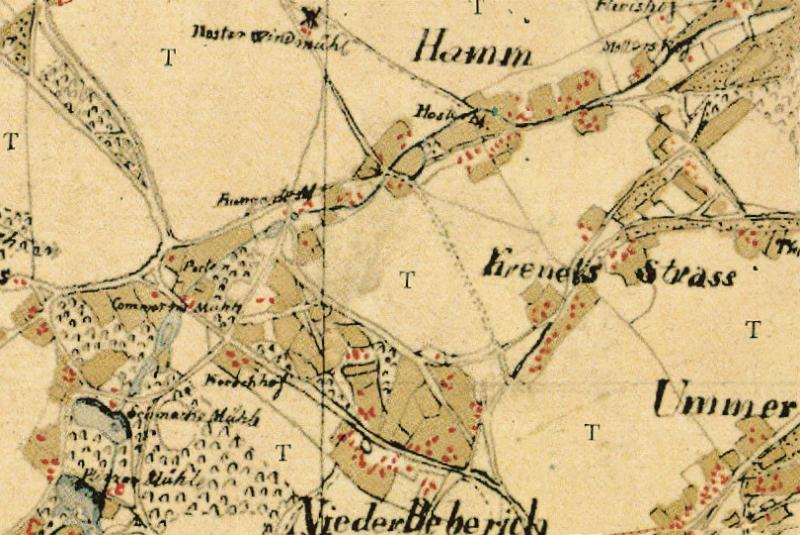
Tranchotkarte von 1806
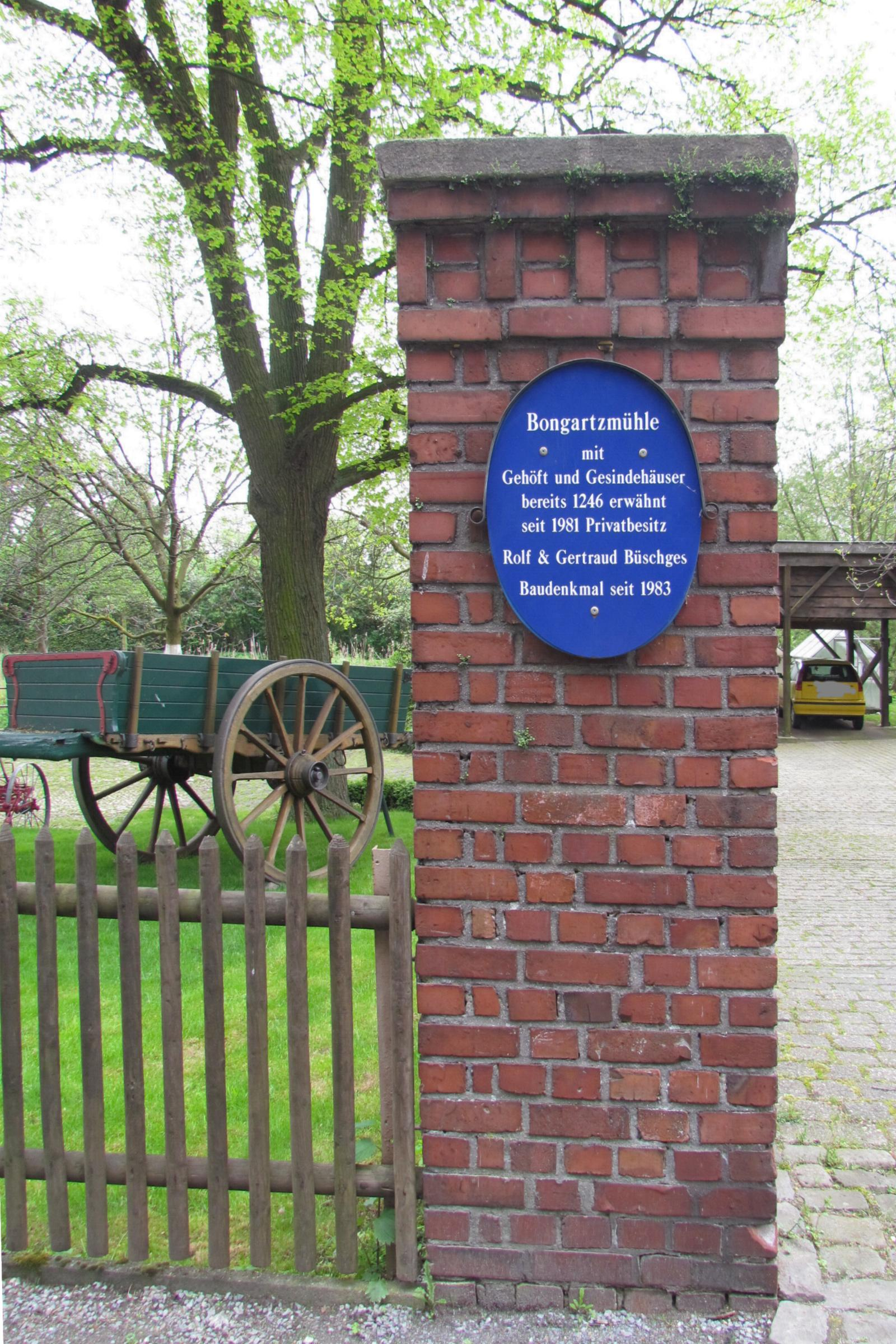
Aushängeschild Bongartzmühle
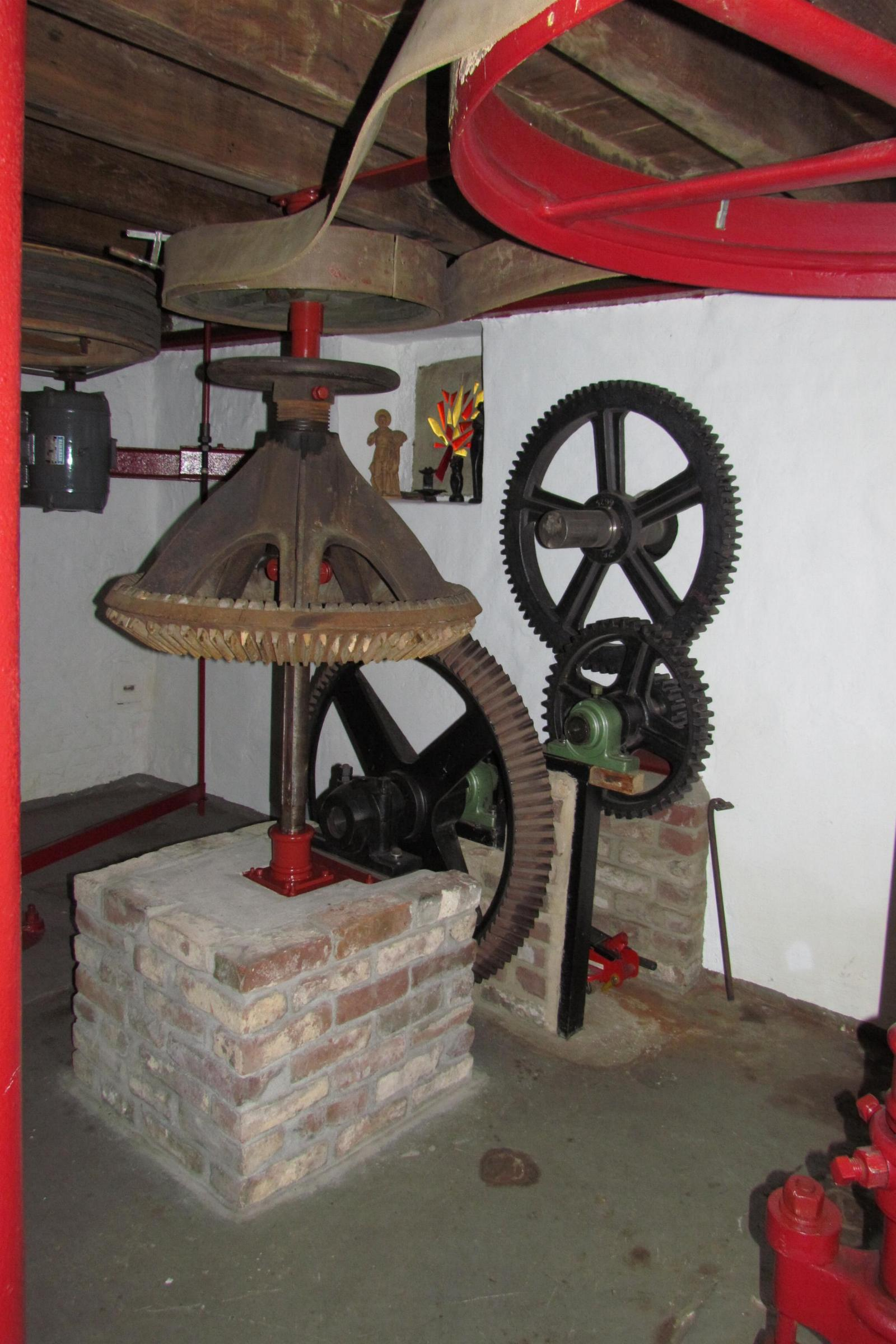
Mühlenantrieb in der Wohnstube
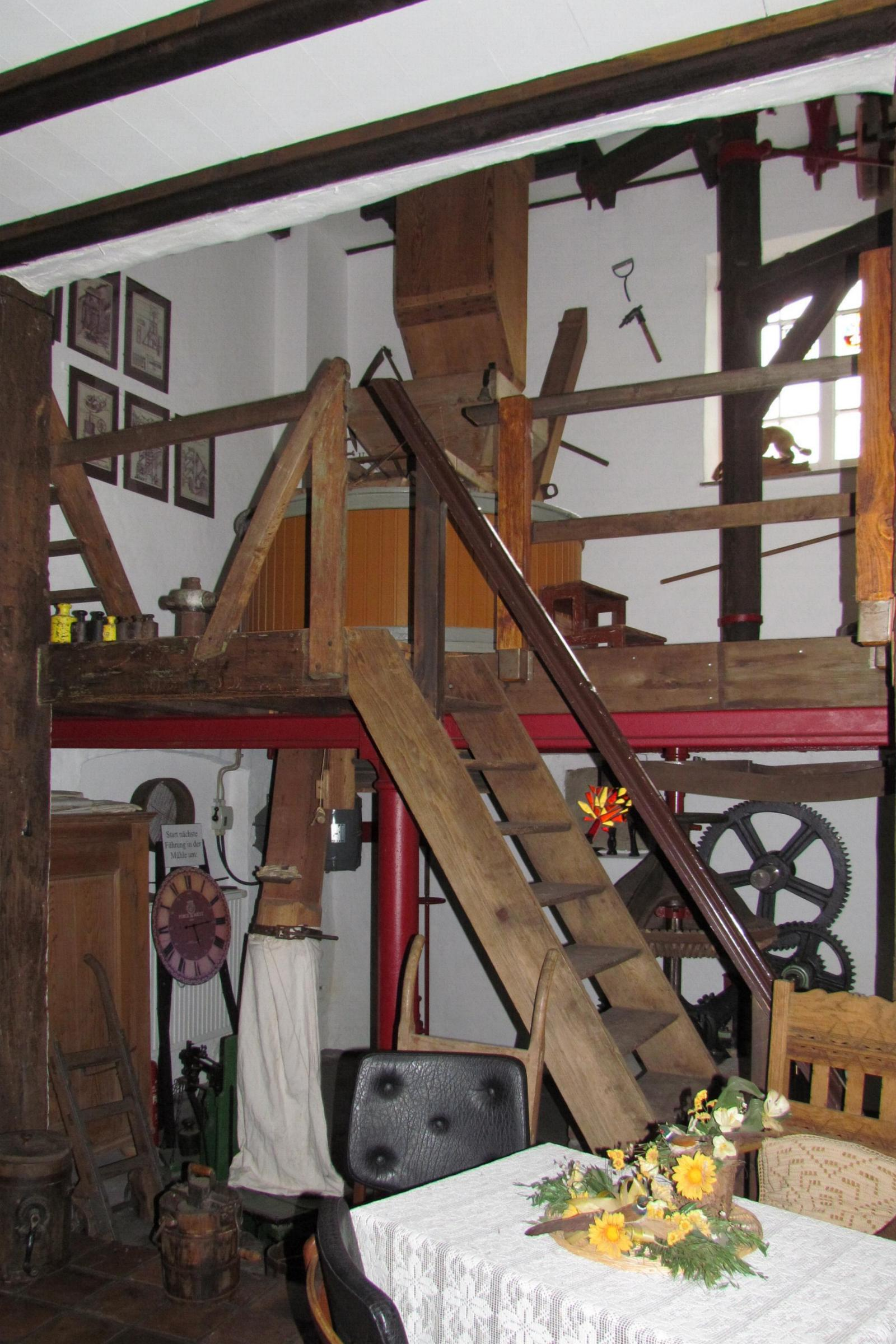
Mühleneinrichtung in der Wohnstube
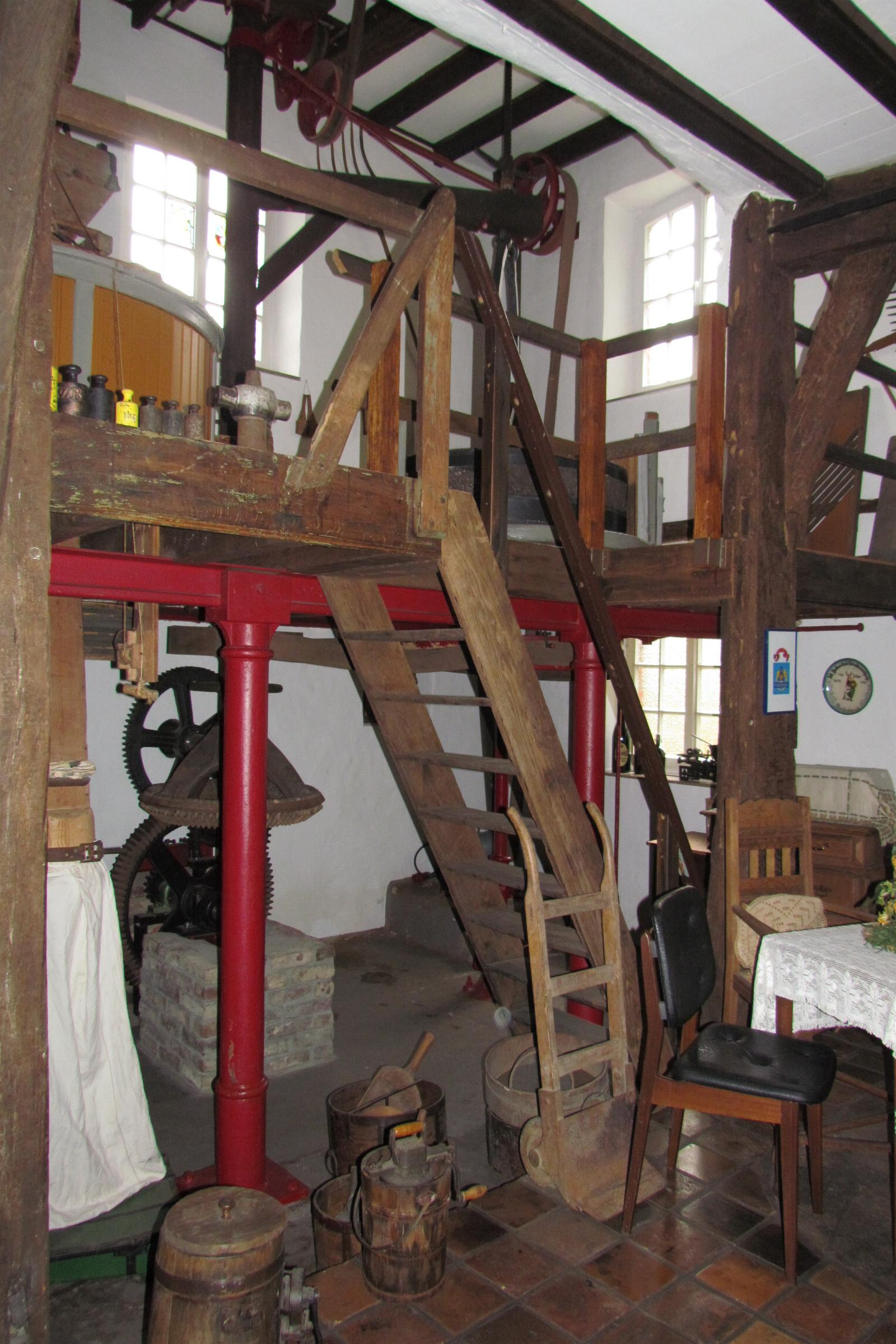
Historische Mühleneinrichtung

## Denkmaleintrag
Der sich zwischen dem Hammer Bach und der Bachstraße hinziehende backsteinsichtige Gebäudekomplex der Bongartzmühle umfasst umfangreiche Stall- und Nebengebäude sowie Gesindehäuser, die zur rückwärtigen Giebelseite des eigentlichen Mühlenbaues einen dreieckförmigen Innenhof bilden.
An das traufseitig zur Straße hin gelegene Mühlengebäude schließt sich das Torhausnebengebäude entlang der heute etwas erhöhten Straße an. Eine große Scheune – 1864 erneuert und vergrößert, 1955 Erneuerung des abgebrannten Dachstuhles – die quer zur Straße und zur Frontgiebelseite der Mühle steht, markiert vor dieser einen größeren Hofplatz, auf dem sich ein kürzlich erst aufgefundener alter Kieselsteinbelag (Keienboden, Kieselboden) befindet.
Die Hofanlage ist weitgehend in Backstein ausgeführt, wobei einzelne Wandteile der Nebengebäude in Fachwerk und mit Feldbrandsteinen – bzw. Putzfläche zum Innenhof hin – ausgefacht sind. Die zum Hammer Bach gewandte Seite der Mühle zeigt noch Quadermauerreste eines Vorgängerbaues sowie verschiedene Baunähte. Die Fensteröffnungen sind dort unregelmäßig angeordnet.
Der Mühlenhof, an dessen Stelle sich bereits im 14. Jahrhundert eine Vorgängermühle befand und der vermutlich schon unter den im Jahre 1246 genannten 12 Viersener Mühlen zu suchen ist, ist in Ständerbauweise (Eichenholzkonstruktion) ausgeführt. Das Ständerwerk und weitere Reste der Konstruktion stammen aus dem 17.–18. Jahrhundert (ca. 1780). Das heutige Erscheinungsbild beruht im Wesentlichen auf baulichen Veränderungen des 19. Jahrhunderts.
An der Frontgiebelseite des zweigeschossigen Mühlenbaus befinden sich rechts von der Eingangstür nach oben versetzte, übereinanderliegende Fenster- bzw. Türöffnungen mit der Führungsrolle zum Getreideaufzug. Fenster und Türen sind von gemauerten Stichbögen überdeckt.
Im Inneren der Mühle dominiert das Ständerwerk und das noch vollständig erhaltene Mahlwerk, während das Mühlrad selbst verloren ist. Im Fußboden der Halle – bei deren Anheben ein alter Brunnen gefunden wurde – sowie des Gewölbekellers unter der Opkamer sind die alten Mühlsteine eingelassen. Der Kamin befindet sich noch an alter Stelle. Kölner Decken schmücken die Wohn/Schlafstuben.
Seit 1981 wird die Bongartzmühle restauriert. Angestrebt wird vom jetzigen Eigentümer nach beendeter Instandsetzung und der Wiederheranführung des Hammer Baches an das Mühlengebäude eine völlige Funktionsfähigkeit des Mahlwerkes.
Die Wassermühle am Hammer Bach ist an Stelle der 1569 als Herdermolen erwähnten Vorgängermühle errichtet, im Jahre 1408 als „Molen-ter-Poertzen“ urkundlich genannt, 1423 als Lehnsgut („mit dem Gute zu der Portzen, mit Mühlen, mit Weihern, mit Mahl-, Dienst- und Zinsleuten“) in den Besitz der Herren zu Tüschenbroich gelangt und seit 1578 als Bongartzmühle bekannt; sie erfährt ihre Bedeutung als typisches Beispiel der zahlreichen, meist untergegangenen, ehemaligen Wassermühlen im Viersener Siedlungsgebiet. Alter und Geschichte der Bongartzmühle sind daher für die Viersener Ortsgeschichte von großer Bedeutung. Darüber hinaus muss sie als typisches Beispiel der den Viersener Raum ehemals prägenden signifikanten topographischen Siedlungsorganismen gelten und ist daher für die Siedlungsgeschichte wesentlich. Außer in der Vermittlung früherer Arbeits- und Produktionsverhältnisse bietet das gut erhaltene Mahlwerk technisch-wissenschaftliche Information.
Die Erhaltung der Bongartzmühle liegt daher gemäß §2 (1) Denkmalschutzgesetz aus historischen, volkskundlichen-, orts- und siedlungsgeschichtlichen, technisch-wissenschaftlichen Gründen sowie als Zeugnis der Geschichte der Arbeits- und Produktionsverhältnisse im öffentlichen Interesse.
Denkmalliste Viersen Nr. 4, Eintrag: 8. Januar 1985